# Wassili Witaljewitsch Schulgin

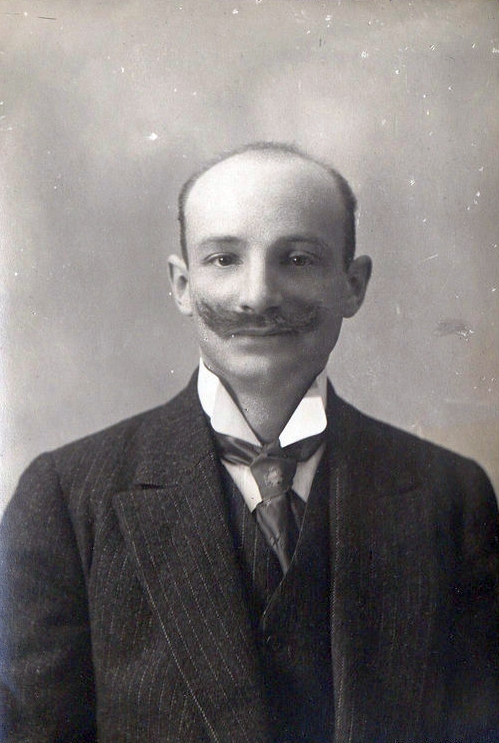
Wassili Schulgin (1913)

Wassili Witaljewitsch Schulgin (russisch Василий Витальевич Шульгин, * 13. Januar 1878 in Kiew; † 15. Februar 1976 in Wladimir) war ein russischer Politiker, Publizist und Schriftsteller. 

## Biografie

### Leben vor der Russischen Revolution
In den Jahren 1900 bis 1901 studierte er an der Maschinenbauabteilung des Kiewer Polytechnischen Instituts. Von 1900 bis 1915 war er Mitglied der Versammlungen des Semstwo im Gouvernement Wolhynien. Seit 1905 war er führender Publizist und von 1913 bis 1919 Herausgeber der antisemitischen Zeitung Kijewljanin. Als Herausgeber der führenden russischsprachigen Zeitung Kiews machte er sich in der russischen Politik einen Namen, widersetzte sich dem ukrainischen Separatismus und betrachtete sich als zaristischen russischen Patrioten. Schulgin betrachtete die Ukrainische Nation als politische Fiktion und ein Spielzeug fehlgeleiteter Eliten. Er war ein ideologischer Anhänger der Diktatur und sympathisierte mit Pjotr Stolypin und nach 1917 mit Pjotr Wrangel, Benito Mussolini und Nikolai Romanow.
Von 1907 bis 1917 war er Abgeordneter der Duma der 2. bis 4. Legislaturperiode.  Er war einer der Führer der rechten Fraktion, ab dem 2. März 1908 Mitglied des Präsidiums und ab 1912 Mitglied der Fraktion der russischen Nationalisten. 1915 beteiligte er sich an der Gründung der „Progressiven Nationalen Gruppe“, die Teil des oppositionellen „Progressiven Blocks“ wurde. Er unterstützte Stolypins Reformen. Bei Ausbruch des Ersten Weltkriegs im August 1914 meldete er sich freiwillig an der Front und wurde bei einem Angriff in der Nähe der Festung Przemyśl im September 1914 verwundet. Ab August 1915 war er Mitglied der Staatsduma in der Sonderkonferenz zur Erörterung und Vereinheitlichung von Maßnahmen zur Verteidigung des Staates.

### Russischer Bürgerkrieg

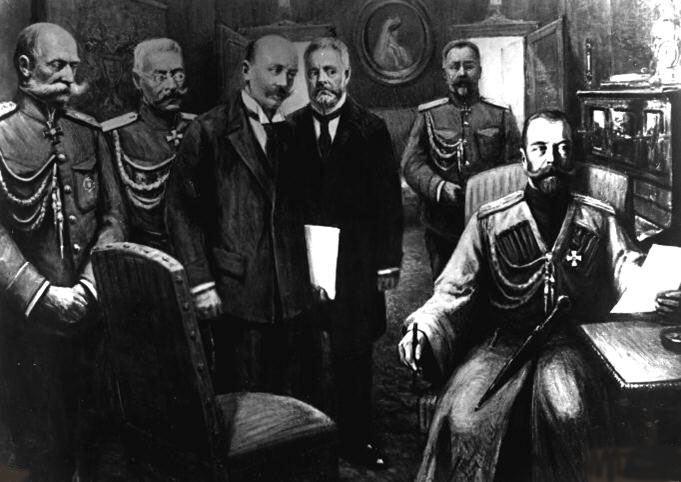
Schulgin (Dritter von Links) bei der Abdankung von Nikolaus II. (1917)

Während der Februarrevolution 1917 wurde er Mitglied des Provisorischen Komitees der Staatsduma. Am 15. März nahm er zusammen mit Alexander Gutschkow in Pskow die Abdankung von Nikolaus II. entgegen. Schulgin nahm an Verhandlungen mit Michail Romanow teil, die mit seiner Weigerung endeten, den Thron anzunehmen. Ende August reiste er nach Kiew ab. Im November und Dezember 1917 nahm er an der Aufstellung der Freiwilligenarmee teil. Er gründete die Geheimorganisation „Asbuka“ und leitete sie bis Januar 1920. Diese rekrutierte Offiziere und sammelte Informationen über politische Stimmungen in den von der Weißen und Roten Armee kontrollierten Gebieten. Im August 1918 trat er der Freiwilligenarmee bei, arbeitete mit ihrer Informations- und Agitationsagentur zusammen und veröffentlichte mehrere Zeitungen.

### Emigration

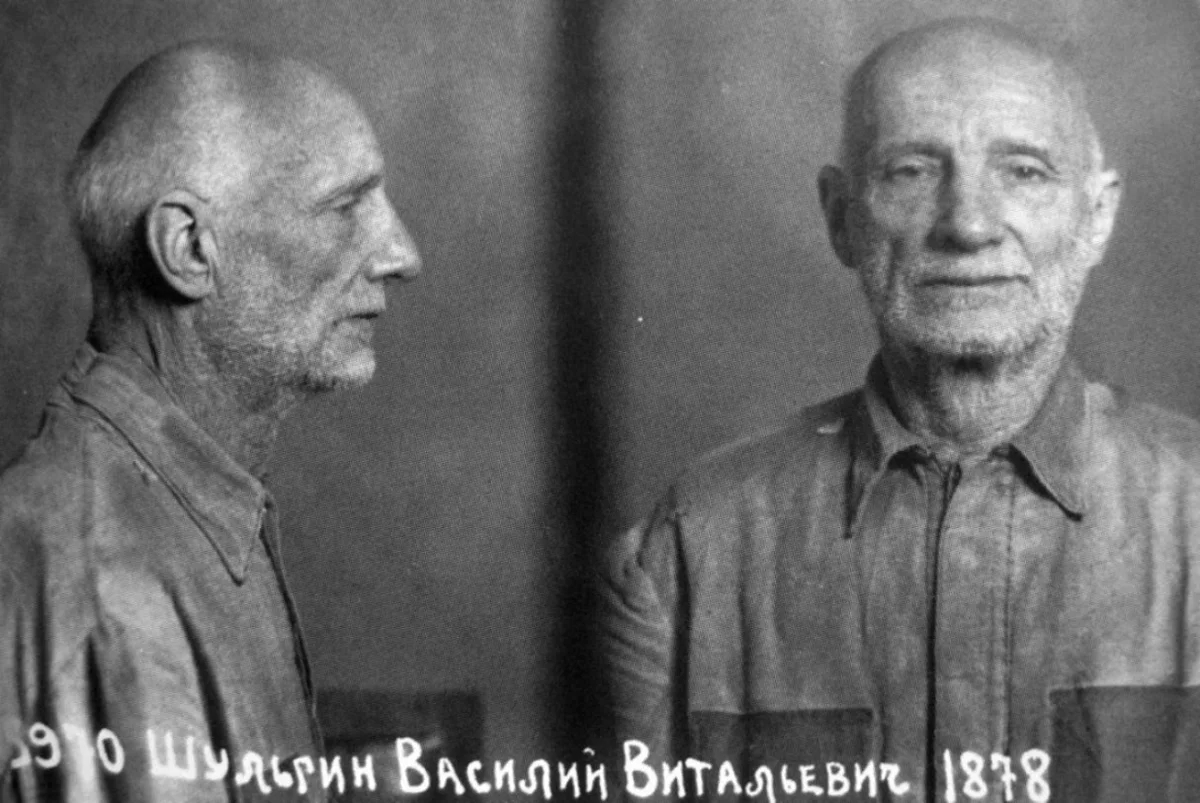
Foto aus Schulgins Ermittlungsakte (1944)

1920 emigrierte er nach Istanbul und lebte anschließend im Königreich Jugoslawien. Zu verschiedenen Zeiten lebte er auch in Bulgarien, Deutschland, der Tschechoslowakei und Frankreich. Er war von 1921 bis 1922 Mitglied des „Russischen Rates“ unter Pjotr Wrangel und nahm an der Arbeit der Russischen All-Militärischen Union teil. Von 1925 bis 1926 besuchte er die Städte Kiew, Moskau und Leningrad in Begleitung von GPU-Agenten, die so taten, als würden sie zu einer anti-bolschewistischen Organisation gehören. Schulgin beschrieb seine Eindrücke der Sowjetunion der NEP-Ära in seinem 1927 veröffentlichten Buch „Drei Hauptstädte“. Nachdem die Aktivitäten der GPU aufgedeckt wurden, zog er sich aus der aktiven politischen Tätigkeit zurück. Er wurde Mitglied des Verbands russischer Schriftsteller und Journalisten in Belgrad und seine Werke wurden in Zeitschriften der Emigranten der Weißen Bewegung in Jugoslawien, Bulgarien und Frankreich veröffentlicht.
Im Dezember 1944 wurde er in Jugoslawien von SMERSch-Offizieren festgenommen und nach Moskau gebracht. Auf einer Sondersitzung des Volkskommissariats für Staatssicherheit wurde er zu 25 Jahren Gefängnis verurteilt. Ab 1947 verbüßte er seine Strafe in Wladimir. 1956 wurde er vorzeitig freigelassen. Er lebte in Gorochowez und dann in Wladimir. 1961 war er Gast beim XXII. Parteitag der KPdSU. Schulgin ist die Hauptfigur des Dokumentarfilms „Vor dem Prozess der Geschichte“ von Friedrich Ermler (1965). Er wurde auf dem Baiguschi-Friedhof in der Nähe von Wladimir begraben. Am 12. November 2001 wurde er durch ein Urteil der Generalstaatsanwaltschaft der Russischen Föderation rehabilitiert.